# Onroerend Erfgoed (agentschap)

Het agentschap Onroerend Erfgoed is een intern verzelfstandigd agentschap (IVA) van de Vlaamse overheid dat de bevoegde minister ondersteunt bij het uittekenen van een gefundeerd en actueel beleid voor het onroerend erfgoed in Vlaanderen. Het heeft als taken het onroerend erfgoed in Vlaanderen te inventariseren en beschermen: zowel waardevolle gebouwen, landschappen als archeologische sites en varend erfgoed. Verder ondersteunt het agentschap het onroerenderfgoedbeheer in Vlaanderen en voert het beleidsgericht onderzoek uit.
Samen met de afdeling Handhaving van het Departement Omgeving is het agentschap Onroerend Erfgoed verantwoordelijk voor het onroerend erfgoed in Vlaanderen.

## Geschiedenis
Het agentschap Onroerend Erfgoed werd op 1 juli 2011 opgericht, vanuit een samensmelting van het Vlaams Instituut voor het Onroerend Erfgoed (VIOE) en het deel “Erfgoed” van het agentschap Ruimte en Erfgoed. Zo werden alle beleidsuitvoerende taken voor het beleidsveld Onroerend Erfgoed ondergebracht in 1 agentschap.
Het VIOE werd opgericht in 2004 als opvolger van het Instituut voor het Archeologisch Patrimonium en de kenniscel van de Afdeling Monumenten en Landschappen (departement LIN, Administratie Ruimtelijke Ordening, Huisvesting en Monumenten en Landschappen).
In 2017 verhuisde het agentschap van het Phoenixgebouw naar het Herman Teirlinckgebouw.

## Administrateur-generaals
Anno 2024 staat het Agentschap Onroerend Erfgoed onder leiding van administrateur-generaal Peter De Wilde.

## Inventariseren
Het agentschap Onroerend Erfgoed maakt wetenschappelijke inventarissen op van bouwkundig , archeologisch en landschappelijk erfgoed. Daarnaast zijn er ook enkele thematische inventarissen over houtige beplantingen met erfgoedwaarde, orgels, wereldoorlogerfgoed, historische tuinen en parken, maritiem en varend erfgoed. Zo biedt de inventaris van het onroerend erfgoed een overzicht van het waardevol erfgoed in Vlaanderen: meer dan 90.000 objecten in totaal. Een opname in een wetenschappelijke inventaris heeft geen rechtsgevolgen. Het goed wordt enkel beschreven en gedocumenteerd.
Vastgesteld onroerend erfgoed is opgenomen in de inventaris én via een juridische procedure 'vastgesteld'. Bij een vastgesteld item moet men rekening houden met bepaalde rechtsgevolgen, die verschillen naargelang de inventaris.

## Beschermen
Onroerend erfgoed kan beschermd worden omdat het van grote waarde is voor de gemeenschap. De wetgeving voorziet vijf mogelijke beschermingsstatuten: een beschermd monument, een beschermd stads- of dorpsgezicht, een beschermd cultuurhistorisch landschap, een beschermde archeologische site en beschermd varend erfgoed. Een beschermingsprocedure doorloopt twee stappen: een voorlopige en definitieve bescherming. Aan een voorlopige bescherming gaat een onderzoeks- en adviesfase vooral, georganiseerd door het agentschap. Na het doorlopen van de volledige procedure beslist de minister, bevoegd voor onroerend erfgoed, over de bescherming.
Aan een bescherming zijn rechtsgevolgen verbonden, waaronder passief en actief behoud en een verbod op sloop of vernietiging.

## Ondersteunen van het onroerenderfgoedbeheer
Het agentschap Onroerend Erfgoed adviseert en werkt samen met eigenaars, ontwerpers, ontwikkelaars en lokale besturen voor dossiers, vergunningen, adviezen en informatie. Daarvoor kan men beroep doen op de regionale diensten van het agentschap. Het agentschap geeft ook financiële steun aan eigenaars, gebruikers en beheerders van beschermd onroerend erfgoed en erfgoedlandschappen: dit onder de vorm van premies, leningen, vermindering van de personenbelasting en verlaging van verkooprecht en schenkbelasting.
Bepaalde overheden, instanties en personen kunnen een grotere verantwoordelijkheid opnemen in de onroerenderfgoedzorg. Daarvoor reikt het agentschap erkenningen uit voor onroerenderfgoedgemeenten, intergemeentelijke onroerenderfgoeddiensten (IOED), onroerenderfgoeddepots, archeologen en metaaldetectoristen. Erkende IOED's en onroerenderfgoeddepots kunnen een subsidie van het agentschap ontvangen op basis van een samenwerkingsovereenkomst. Verder reikt het agentschap ook subsidies uit op basis van beheersovereenkomsten en projectsubsidies voor sensibiliserings- en onderzoeksprojecten.

## Onroerenderfgoedprijs
De Onroerenderfgoedprijs is de opvolger van de Vlaamse Monumentenprijs en wordt vanaf 2016 elk jaar uitgereikt door de minister bevoegd voor onroerend erfgoed. Het agentschap organiseert de prijs die wordt toegekend aan een persoon, instelling of bestuur voor een recente verwezenlijking op het gebied van onroerend erfgoed. De vijfkoppige jury is interdisciplinair samengesteld en bestaat uit o.a. architecte Ingrid Leye, geneticus Maarten Larmuseau en archeoloog Tijl Vereenooghe.